# پمپ حرارتی زمین‌گرمایی

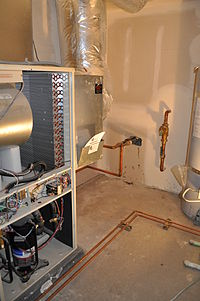
پمپ حرارتی ژئوترمال

پمپ حرارتی زمین‌گرمایی یا پمپ حرارتی منبع زمین (SHP) سامانه‌ای گرمایش یا سرمایش محور است که گرما را به زمین یا از زمین منتقل می‌کند. این سامانه از کرهٔ زمین به عنوان یک منبع گرمازا (در زمستان) یا گرما زدا (در تابستان) بهره می‌گیرد.
این طرح از دمای هوای معتدل در زمین جهت افزایش بهره‌وری و کاهش مخارج عملیاتی سامانه‌های گرمایشی و سرمایشی کمک گرفته و قادراست با گرمای خورشیدی ترکیب شده تا سامانه‌ای خورشیدی- زمینی را حتی با بهره‌وری بیشتر تشکیل دهد. پمپ‌های حرارتی منبع زمینی همچنین به عنوان پمپ‌های حرارتی ژئوترمال نیز شناخته می‌شوند، اگرچه دقیقاً گرما نه تنها از کرهٔ زمین بلکه از خورشید گرفته می‌شود. سامانه‌های مذکور بانام‌های دیگری نظیر سامانه مبادلهٔ زمینی، سامانه متصل به کرهٔ زمین، سامانه انرژی کرهٔ زمین شناخته می‌شوند. جوامع علمی و مهندسی اصطلاح سامانه مبادلهٔ زمینی یا پمپ‌های حرارتی منبع را ترجیح می‌دهند به این دلیل که مانع ایجاد سوء تعبیر و اشتباه گرفتن با نیروی ژئوترمال سنتی، که دمای بالای منبع حرارتی به منظور ایجاد نیروی الکتریسیته را مورد استفاده قرار می‌دهد، می‌شود. پمپ‌های حرارتی منبع زمین گرمای جذب شده در سطح کرهٔ زمین را از انرژی خورشیدی به‌دست می‌آورند. دمای زمین زیر۶متر به سختی با میانگین دمای سالیانه عرض جغرافیایی مربوط به سطح یکسان است. با اتکا به عرض جغرافیایی دمای هوا بالای ۶ متر از سطح کرهٔ زمین دمای تقریباً پایدار و ثابتی رابین ۱۰ تا ۱۶ درجهٔ سانتی گراد نگه می‌دارد، اگر که دمای هوا بخاطر وجود پمپ حرارتی بدون تغییر باقی بماند. مانند یک یخچال یا سامانه تهویهٔ هوا، این سامانه‌ها از یک پمپ حرارتی استفاده می‌کنند تا به انتقال گرما از زمین کمک کنند. پمپ‌های حرارتی قادرند گرما را از یک فضای سرد به یک فضای گرم، در مقابل جهت طبیعی جریان هوا، انتقال دهند ویا نیز قادرند جریان طبیعی گرما را از یک مکان گرم به یک مکان سرد افزایش دهند. مرکز پمپ حرارتی یک حلقهٔ سردساز که از یک چرخهٔ خنک‌کنندگی هم فشارش (تراکم) بخار، که حرارت را جابجا می‌کند، می‌باشد.
پمپ‌های حرارتی منبع هوایی نیز در ایجاد گرما نسبت به گرمایش برقی یا الکتریکی، حتی زمانی که گرما را از هوای سرد زمستانی بیرون می‌کشند، کارآمدتر هستند. یک پمپ حرارتی منبع زمینی گرما را با زمین مبادله می‌کند. این بیشتر یک انرژی کارآمد (به نفع انرژی) است زیرا دمای زیرزمین نسبت به دمای هوا در طول کل سال پایدارتر است. در نتیجه نوسانات فصلی عمیقاً کاهش می‌یابد. همانند یک غار یا اشکفت، دمای زمین درقسمتهای کم عمق و سطحی در طول زمستان گرمتر از هوای قسمت‌های بالا و نیز سردتر از هوای تابستانی است. یک پمپ حرارتی منبع زمینی گرمای زمین را در فصل زمستان (جهت گرمایش) استخراج می‌کند، دما را دوباره به سمت زمین در تابستان (جهت سرمایش) انتقال می‌دهد.
بعضی سامانه‌های طراحی شده فقط به یکی از این اهداف با توجه به وضعیت آب و هوا مورد استفاده قرارمی‌گیرند یعنی یا سرمایش ویا گرمایش.
سامانه‌های پمپ ژئوترمال به ضریب عملکرد بالا(COP) ۳ تا ۶، در سردترین شب‌های زمستان درمقایسه با ۲٫۵–۱٫۷۵ برای پمپ‌های حرارتی منبع هوایی در روزهای خنک می‌رسند. پمپ‌های حرارتی منبع زمینی (GSHPS) دارای بیشترین فناوری کارآمد انرژی جهت ایجاد HVAC و گرمایش آب هستند. هزینه‌های سازمانی این سامانه‌ها نسبت به سامانه‌های سنتی و رایج بیشتر است اما این تفاوت برمی گردد به ذخیرهٔ انرژی بین ۳ تا ۱۰سال و حتی مدت زمان کمتری دربخش فدرال، ایالات واعتبارات مالیاتی خدمات رفاهی. سامانه‌های پمپ حرارتی ژئوترمال توسط سازندگان گارانتی می‌شوند و عمر کاری آن‌ها حدود ۲۵سال برای اجزای داخلی و بیش از۵۰ سال برای حلقه‌های تعبیه شده درزمین برآورد می‌شود. همانطورکه در سال ۲۰۰۴ اتفاق افتاد، بالغ بریک میلیون واحد درسرتاسر جهان که GW۱۲ ظرفیت گرمایی و حرارتی ایجاد می‌کنند با رشد سالیانه حدود ۱۰٪، نصب شده‌است.

## تعاریف و اصطلاحات
برخی انحرافات در خصوص اصطلاحات پمپ‌های حرارتی و استفادهٔ نادرست از واژهٔ ژئوترمال (زمین گرمایی) وجود دارد. ریشهٔ کلمهٔ ژئوترمال یونانی است و به معنی «گرمای کرهٔ زمین» که زمین شناسان و خیلی ازمردم عادی به اشتباه آن را به عنوان سنگ‌های تفتان، فعالیت آتشفشانی ویا گرمایی که از عمق کرهٔ زمین گرفته شده، می‌شناسند.

## تاریخچه
پمپ حرارتی توسط لرد کوین درسال۱۸۵۳ توصیف و تعریف شده و توسط پیترریترفان رتینر درسال۱۸۵۵ ایجاد شده‌است. پس از آزمایش با یک فریزر، روبرت سی وبر اولین پمپ حرارتی منبع زمینی را در اواخر سال۱۹۴۰ ساخت. اولین پروژهٔ تجاری درساختمان کامن ولث (پرتلند) در سال ۱۹۴۸ به‌طور موفقیت‌آمیز نصب شد و به عنوان یک مرزنمای مهندسی مکانیکی تاریخی و ملی توسط ASME طراحی شده‌است، درسوئد دردههٔ ۱۹۷۰ شهرت یافت و به تدریج رشد یافت و در سرتاسر جهان مورد قبول واقع شد. سامانه‌های حلقوی باز بازار تجاری را تا توسعهٔ لولهٔ پلی بوتیلن در سال۱۹۷۹ که در سامانه‌های حلقوی بسته به‌کاررفته و آن را کارآمدتر و اقتصادی‌تر و اجرایی‌تر ساخته، دردست داشتند. همان‌طور که در سال ۲۰۰۴ بیش از یک میلیون واحد نصب شده در سرتاسر جهان که GW۱۲ از ظرفیت حرارتی و گرمایی را به‌دست می‌دهد، وجود دارد، هرساله حدود۸۰۰۰۰ واحد در ایالات متحدهٔ آمریکا (انرژی ژئوترمال امروزه درهر۵۰ ایالت آمریکا باپتانسیل بسیاربالا استفاده می‌شود) و ۲۷۰۰۰ مورد در کشور سوئد نصب می‌شود. در کشور فنلاند پمپ حرارتی ژئوترمال معمول‌ترین گزینهٔ سامانه گرمایی برای خانه‌های دورباز (چهار طرف باز) بین سال‌های ۲۰۰۶ تا۲۰۱۱ با ارزش سهام بازار غالب بر ۴۰٪ بوده‌است.

## مبادله گر حرارتی زمین
پمپ حرارتی، گرمایش زمستانی را به‌وسیلهٔ خارج کردن گرما از یک منبع و انتقال آن به ساختمان ارائه می‌دهد. گرما می‌تواند از هر منبعی خارج شود، فرقی نمی‌کند تا چه میزان هوا سرد باشد، اما یک منبع گرمتر کارایی و عملکرد بهتری را داراست. پمپ حرارتی منبع زمینی از لایهٔ بالایی پوستهٔ کرهٔ زمین به عنوان یک منبع حرارتی استفاده می‌کند، بنابراین از دمای معتدل موسمی وفصلی آن بیشترین نفع وبهره را نیز می‌برد. در تابستان این روند می‌تواند کاملاً برعکس باشد بدین گونه که پمپ حرارتی گرما را از ساختمان خارج کرده، آن را به زمین انتقال می‌دهد. انتقال گرما به یک فضای سردتر انرژی کمتری را صرف می‌کند؛ بنابراین کاربرد سرمایشی یک پمپ حرارتی از دمای پایین‌تر زمین بهره می‌گیرد. پمپ‌های حرارتی منبع زمینی یک مبادله گر گرما را درتماس با زمین یا آبهای زیرزمینی بکارگرفته، گرما را استخراج کرده یا آن را هدر می‌دهند. این ترکیب درهرجا از یک پنجم نیمی از کل هزینهٔ سامانه درنظرگرفته می‌شود ومی تواند دشوارترین و دردسرسازترین قسمت، جهت تعمیر یا جایگزینی باشد. به منظور درست تعیین کردن اندازهٔ این ترکیبات لازم است که عملکرد بلندمدت آن را تضمین کرد: کارایی انرژی سامانه بهبود می‌یابد با ۴٪برای هر درجهٔ سانتی گراد، که بتوان بالأخره دراندازه‌گیری صحیح موفق شد و تعادل دمای زیرزمین می‌بایست از طریق طرح صحیح کل سامانه حفظ شود. مبادله گرهای حرارتی افقی کم سطح بین ۳تا۸ فوت (۱تا۵/۲متر) چرخه‌های دمایی فصلی را با توجه به دستاوردهای خورشیدی و تلفات ناشی از انتقال به هوای محیط اطراف در سطح زمین تجربه می‌کنند. سامانه‌های عمودی عمیق ۱۰۰تا۵۰۰فوت (۳۳تا۶۰متر) بر انتقال گرما از زمین‌شناسی محیط تکیه می‌کند تا زمانی که به‌طور سالیانه دوباره توسط خورشید احیا شوند ویا گرما را از سامانه‌های تهویهٔ هوا مصرف کنند. چند گزینهٔ مهم طراحی دردسترس است که توسط مایع (جریان سیال) و ترکیب و شکل کلی سامانه‌های مبادله گر مستقیم درزیرزمین بنابره‌بندی شده‌اند نظیر سامانه‌های حلقوی بسته با استعمال ترکیبی از آب و ضدیخ و سامانه‌های حلقوی باز با استفاده از آب‌های زمین.

### مبادلهٔ مستقیم
پمپ حرارتی ژئوترمال مبادلهٔ مستقیم قدیمی‌ترین فناوری پمپ حرارتی ژئوترمال است. سامانه متصل به زمین از طریق یک حلقه که به دور خنک‌کننده (کولر) می‌چرخد، درتماس حرارتی مستقیم با زمین می‌باشد. خنک‌کننده پمپ حرارتی را تخلیه می‌کند، سپس به دوریک حلقه لولهٔ مسی که درزیرزمین تعبیه شده می‌چرخد و سرانجام گرما را بازمین، پیش از بازگشت به پمپ مبادله می‌کند. اصطلاح مبادلهٔ مستقیم به انتقال گرما بین حلقهٔ خنک‌کننده و زمین، بدون به‌کارگیری مایع یا جریان سیال میانی برمی گردد. هیچ تعامل مستقیمی بین مایع و زمین وجود ندارد: تنها انتقال گرما از طریق دیوارهٔ لوله‌ای صورت می‌پذیرد.
پمپ‌های حرارتی مبادلهٔ مستقیم که اکنون به ندرت استفاده می‌شوند با پمپ‌های حرارتی منبع آبی ویا پمپ‌های حرارتی حلقوی آبی اشتباه گرفته نمی‌شوند زیرا آبی درحلقه‌های زمینی وجودندارد. اشر اصطلاح پمپ حرارتی متصل به زمین راجهت حلقه زدن و احاطه دور حلقهٔ بسته و سامانه‌های مبادلهٔ مستقیم در عین کنارگذاشتن حلقه‌های باز تعریف می‌کند. سامانه‌های مبادلهٔ مستقیم مؤثرتر هستند وهزینه‌های نصب کمتری نسبت به سامانه‌های حلقوی بسته آبی دارند. قابلیت رسانایی بالای حرارتی مس به بهره‌وری بیشتر سامانه کمک می‌کند اما جریان گرما عمدتاً با قابلیت انتقال حرارتی زمین محدود می‌شود نه لوله. دلایل اصلی برای بهره‌وری بیشتر حذف پمپ آبی (که از نیروی الکتریکی یا برق استفاده می‌کند)، حذف مبادله گر حرارتی آب-به-خنک‌کننده (که منبع فقدان انرژی گرمایی است) و مهم‌تر ازهمه تغییر دورهٔ گرمای نهفته درخنک‌کننده درخود زمین می‌باشد، درحالیکه نیاز به خنک‌کننده بیشتر وجود دارد. یک حلقه زمینی مبادله گر مستقیم کوتاه‌تر از یک حلقهٔ آبی بسته برای ظرفیت و میزان گنجایش در نظرگرفته شده، می‌باشد. یک سامانه مبادله گر مستقیم به تنها ۱۵٪ تا۳۰٪ طول لوله و نیمی از قطر سوراخ‌های حفرشده نیازدارد وهزینه‌های خاک برداری و حفاری پایین ترمی باشد. حلقه‌های خنک‌کننده مقاومت کمتری نسبت به سوراخ شدگی و نشت، درمقایسه با حلقه‌های آبی دارند زیرا گاز می‌تواند از طریق نواقص کوچک‌تر به وجود آمده هم نشت کند. این نحوهٔ استفاده از لولهٔ مسی زرد جوش شده (باآلیاژ برنج) حتی اگر میزان فشار شبیه به حلقه‌های آبی هم باشد را تعیین می‌کند. حلقهٔ مسی می‌بایست از زنگ زدگی درمعرض خاک اسیدی محافظت شود. آژانس حفاظت محیط ایالات متحدهٔ آمریکا کنترل میدانی یک مبادلهٔ زمینی پمپ حرارتی درسامانه گرمایشی آب را بر عهده دارد.
بنابر گزارش EPAسامانه مذکور ۷۵٪ نیروی الکتریکی موردنیاز را با درجه مقاومت الکتریکی واحد گرمایشی آب ذخیره می‌کند. درآب و هوای قسمت‌های شمالی، اگرچه درجه حرارت کرهٔ زمین معمولاً پایین‌تر است اما دمای آب ورودی سامانه‌های کارآمد را به جایگزینی بیشتر انرژی به نیروی الکتریسیته قادر می‌سازند ویا به سامانه‌های سوخت فسیلی نیاز دارند. هر دمایی بالاتر از۴۰ درجه کافی است تا در دستگاه خنک‌کننده تبدیل به بخار شود وبا سامانه‌های مبادلهٔ مستقیم انرژی را از یخ استخراج کند. درآب و هوای شدیداً گرم با خاکی خشک، اضافه کردن یک قطعهٔ خنک‌کننده به عنوان خازن و چگالندهٔ ثانویه درخط مابین کمپرسور و حلقه‌های زمین بهره‌وری را افزایش داده و موجب کاهش تعداد حلقه‌هایی که قراراست درزمین نصب شوند، می‌شود.

### حلقهٔ بسته
بیشترین سامانه‌های نصب شده دارای دو حلقه درروی زمین هستند: حلقهٔ اصلی خنک‌کننده که در تجهیزات کابینت جایی که گرما بایک حلقهٔ آبی فرعی که درزیرزمین تعبیه شده‌است مبادله می‌شود. حلقهٔ دوم که غالباً از لولهٔ پلی اتیلن با میزان چگالی بالا ساخته شده و شامل ترکیبی از آب و ضدیخ می‌باشد. پس از رها کردن مبادله گر حرارتی داخلی آب از طریق حلقهٔ دوم بیرون از ساختمان جهت مبادلهٔ گرما با زمین پیش از بازگشت جریان می‌یابد. حلقهٔ دوم زیرخط برفک (سرمای زیر صفر) یعنی جایی که دمای هوا پایدارتر است قراردارد. سامانه‌هایی که درزمین مرطوب یا درآب قراردارند به‌طورکلی نسبت به حلقه‌های زمینی خشک‌تر عملیاتی ترند زیرا برای عبور دادن گرما به درون یا بیرون آب نسبت به جامدات درخاک وشن و ماسه کارکرد بیشتری دارند. اگر زمین طبیعتاً خشک باشد، شلنگ‌های مرطوب‌کننده ممکن است به همراه حلقه‌های زمینی دفن شوند تا آن را همچنان مرطوب نگه دارند.
سامانه‌های حلقوی بسته به کمک یک مبادله گر گرما بین حلقهٔ خنک‌کننده و حلقهٔ آب و پمپ‌هایی در هر دو حلقه نیازدارند. برخی از سازندگان یک گروه از پمپ مایع، حلقهٔ زمینی جداگانه‌ای در اختیار دارند درحالیکه برخی دیگر پمپاژکننده و والف درون پمپ حرارتی را باهم ادغام کرده‌اند. تانک‌های اتساع و شیرهای آزادکنندهٔ فشار ممکن است که در سمت مایع حرارت دیده نصب شوند. سامانه‌های حلقوی بسته بهره‌وری کمتری نسبت به سامانه‌های مبادله گر مستقیم دارند بخاطر این که نیازبه لولهٔ بزرگتر و درازتر جهت جای‌گیری و نصب در زمین وهزینه‌های حفاری بالاتری دربردارند. لولهٔ حلقوی بسته می‌تواند به‌طور افقی به عنوان یک میدان حلقوی در کانال‌ها یا به‌طور عمودی به عنوان یک سری از چاه‌های U شکل نصب شود. اندازهٔ میدان حلقه بستگی به نوع خاک و میزان رطوبت، میانگین دمای زمین و فقدان گرما یا ویژگی‌های ساختمان دارد.

#### عمودی
یک میدان حلقوی بستهٔ عمودی از لوله‌هایی که به‌طور عمودی درزمین قرار گرفته‌اند تشکیل شده‌است. لوله‌های زوج درون یک حفره با یک متصل‌کنندهٔ U شکل در انتهای حفره بهم متصل شده‌اند. حفره یا گمانه معمولاً با ملاتی که اطراف لوله را گرفته جهت ایجاد ارتباط گرمایی با خاک اطراف یا بهبود انتقال گرما پرشده‌است. این ملات همچنین از آب زمین در مقابل آلودگی محافظت کرده و جلوی چاه‌های آرتزین را از به زیرآب بردن محیط اطراف (محوطهٔ موردنظر) می‌گیرد. میدان‌های حلقوی عمودی هنگامی که یک محوطهٔ محدود از زمین دردسترس باشد استفاده می‌شوند. سوراخ‌های حفرشده حداقل بین ۵ تا۶متر با فاصله از هم قراردارند و عمق آن‌ها بستگی به وضعیت زمین و ویژگی‌های ساختمان دارد. در طول فصل سرد، دمای هوای محلی دردرون حفره که متأثر از رطوبت در حال حرکت و جابجایی درخاک است، افزایش می‌یابد.

#### افقی
یک میدان حلقوی بستهٔ افقی از لوله‌هایی که به‌طور افقی درزمین قرارگرفته‌اند تشکیل شده‌است. حلقهٔ دورباز افقی دراز عمیق‌تر (پایین‌تر) از خط برفک حفرشده به‌شکل U ویا حلقه‌های باریکی هستند که به‌طور افقی درزمین قراردارند. حفاری برای میدان حلقوی افقی سطحی حدوداً نیمی از هزینه‌های حفاری عمودی را دربردارد؛ بنابراین این بیشترین ترکیبی است که درجاهایی که زمین کافی موجود باشد بکارگرفته می‌شود. میزان عمق درجایی که حلقه‌ها جای می‌گیرند عمدتاً بر مصرف انرژی پمپ حرارتی از دو طریق متفاوت تأثیر می‌گذارد: حلقه‌های سطحی که منجر به جذب غیرمستقیم بیشتر از خورشید می‌باشد خصوصاً زمانی که زمین هنوز پس از یک زمستان طولانی سرد است، مفید می‌باشد. از طرف دیگر، حلقه‌های سطحی توسط تغییرات آب و هوایی سرد شده‌اند به ویژه در طول زمستان‌های سرد هنگامی که نیاز به هوای گرم افزایش می‌یابد. اغلب مورد دوم پربسامدتر از مورد اول است ونیز هزینه‌های عملیاتی برای حلقه‌های زمینی سطحی تر را بدنبال خواهد داشت. این مشکل را می‌توان از طریق افزایش عمق و طول لوله‌ها که متعاقباً افزایش هزینه‌های نصب را در پی دارد رفع کرد. چنین هزینه‌هایی ممکن است امکان‌پذیر فرض شوند که البته منجر به هزینه‌های عملیاتی پایین‌تری خواهد شد. مطالعات اخیر نشان می‌دهد که استفاده از پروفایل نامتجانس خاک با یک لایه از متریال با قدرت رسانایی پایین‌تر بر روی لوله‌های زمینی می‌تواند به کاهش تأثیرات نامطلوب ناشی از عمق لوله‌های تعبیه شده درزمین کمک کند. یک میدان حلقوی بسته (یا مارپیچ) گونه‌ای از حلقهٔ بستهٔ افقی به‌طوری‌که لوله‌ها یکدیگر رامی پوشانند، می‌باشد. آسانترین راه به تصویر کشیدن میدان حلقوی بسته، نگه داشتن یک حلقه به سمت بالا و پایین با دست و سپس حرکت دادن دست‌ها به جهت‌های مخالف می‌باشد. یک میدان حلقوی زمانی استفاده می‌شود که فضای کافی برای یک سامانه وجود نداشته باشد اما هنوز قابلیت یک نصب ساده را داراست. دراینجا به جای استفاده از لولهٔ صاف و مستقیم، حلقه‌های مارپیچ استفاده می‌شود. لازم به ذکراست که حلقه‌های عمودی خیلی بزرگ معمولاً هزینه بیشتری درمقایسه با حلقه‌های افقی در پی دارند.

#### حفاری شعاعی وجهت دار
به‌عنوان جایگزینی برای کانال کشی، حلقه‌ها از طریق حفاری جهت دار افقی MINI HDD درون زمین جای می‌گیرند. با این تکنیک می‌توان لوله‌ها را در زیر حیاط‌ها، راه‌های ماشین رو، باغ‌ها یا دیگر ساختارها بدون تخریب آن‌ها با هزینه‌ای بین هزینه‌های حفاری عمودی و کانال کشی قراردارد. این سامانه همچنین از حفاری افقی و عمودی همان‌طور که حلقه‌ها از یک حفرهٔ مرکزی نصب می‌شوند، متغیراست و متعاقباً کم کردن فضای زمینی مورد نیاز را به همراه دارد. حفاری شعاعی وجهت دار اغلب به‌طور برگشت‌پذیر (پس از ساخت محوطه) درارتباط با ماهیت کوچکتر تجهیزات استفاده شده و امکان حفاری برپایهٔ ساختارهای موجود انجام می‌گیرد.

#### حوضچه
حلقهٔ بسته در حوضچه خیلی متداول نیست زیرا میزان استفاده ازآن بستگی به مجاورت به آب دارد یعنی جایی که سامانه حلقوی باز معمولاً ترجیح داده می‌شود. یک حوضچهٔ حلقوی در جایی که کیفیت کم‌آب موجب انسداد حلقهٔ باز می‌شود یا جایی که بار گرمایی سامانه کم باشد مفید بنظر می‌رسد. یک حوضچهٔ حلقوی متشکل از لوله‌های مارپیچ که در ته یک حوضچه ویا منبع آب قراردارند، می‌باشد.

### حلقهٔ باز
دریک سامانه حلقوی باز (پمپ حرارتی آب زمینی) حلقهٔ ثانوی آب طبیعی را از یک چاه ویا منبع آب به درون یک مبادله گر گرما دررون یک پمپ حرارتی پمپاژ می‌کند. اشر سامانه‌های حلقوی باز را برمبنای منبع، پمپ‌های حرارتی آب زمین یا پمپ‌های حرارتی آب سطحی می‌نامد. گرما به حلقهٔ خنک‌کننده یا اضافه می‌شود یا از آن خارج می‌شود و آب به یک چاه مجزا و کانال آبیاری بازمی‌گردد. ذخیرهٔ آب و خطوط بازگشت می‌بایست به اندازهٔ کافی فاصله دار از هم قرار گیرند تا احیای دوبارهٔ منبع را تضمین کنند. از آنجا که شیمی آب کنترل نشده‌است تجهیزات و لوازم، نیازمند محافظت در مقابل فرسایش و زنگ زدگی فلزات مختلف در پمپ و مبادله گر گرما می‌باشند. رسوب آهک ممکن است موجب انسداد سامانه در طول زمان شود و نیازبه پاک‌سازی اسیدی متناوب وجود داشته باشد. این یک مسئلهٔ مهم در سامانه‌های سرمایشی نسبت به سامانه‌های گرمایشی است همچنان که روند انسداد موجب کند شدن جریان طبیعی آب می‌شود. پمپ ی حرارتی در تبادل گرمای ساختمان با آب زمین دچار مشکل خواهد شد اگر که آب شامل درجات قابل توجهی از نمک، موادمعدنی، باکتری آهن یا سولفید هیدروژن باشد، سامانه حلقوی بسته قاعدتاً ترجیح داده می‌شود.

#### ستون دائمی چاه
سامانه دائمی چاه یک نوع سامانه حلقوی باز است بدین گونه که آب از ته یک چاه سنگی عمیق کشیده می‌شود، از یک پمپ حرارتی عبور می‌کند و به بالای چاه، جایی که بطرف پائین در حرکت است برمی گردد و گرما را با بستر سنگی اطراف مبادله می‌کند. گزینهٔ سامانه چاه دائمی معمولاً زمانی بکارگرفته می‌شود که یک بستر سنگی وجود داشته باشد. اغلب یک سامانه چاه دائمی در قسمت‌هایی که ساختار زمین‌شناسی از خاک رس، گل ولای وشن و ماسه باشد خیلی مناسب بنظر نمی‌رسد. اگر که بستر سنگی از سطح زمین عمیق‌تر از۲۰۰فوت (۶۱متر) باشد هزینهٔ روکش و جداربندی سرسام‌آور خواهد بود. سامانه دائمی چاه چند جانبه می‌تواند ساختاری عظیم درمصرف شهری یا روستایی را مورد حمایت قراردهد. این متد همچنین درمصارف تجاری کوچک و مسکونی متداول و رایج است. برنامه‌های کاربردی موفق زیادی در اندازه‌های مختلف و با تعداد مناسب در خیلی از مناطق نیویورک و ایالات نیوانگلند وجود دارد. این نوع سامانه منبع زمینی بهره‌وری و اثرگذاری زیادی درذخیرهٔ گرما دارند. همان‌طور که می‌دانیم در سامانه‌های حلقوی بسته اندازه‌گذاری سامانه‌های ستونی ثابت بسیار مهم و حیاتی است. قابل ذکراست که مبادلهٔ گرما درحقیقت با بستر سنگی است، استفاده از آب به عنوان ابزار انتقال، مقدار زیاد ظرفیت تولید (جریان آب از چاه) برای سامانه دائمی چاه جهت راه‌اندازی را بدنبال خواهد داشت. اما اگر تولید آب کافی باشد، سپس ظرفیت گرمایی سامانه چاه می‌تواند با تخلیه‌سازی درصد کمی از جریان سامانه دراوج تابستان و ماه‌های زمستان افزایش یابد. از آنجا که این یک سامانه پمپاژِ آب ضروری است، طرح چاه‌های دائمی نیازمند ملاحظات اساسی در کسب بهره‌وری عملیاتی می‌باشند.

## پراکندگی ساختمان
پمپ حرارتی واحدی مرکزی است که به عنوان دستگاه گرمایش و سرمایش درساختمان می‌باشد. برخی مدل‌ها فضای گرمایش و سرمایش، ازپیش گرم کردن آب استخر یا آبِ خانه، نیازبه آب داغ، و ذوب شدن یخ‌ها وراه ماشین رو، همگی دریک وسیله باانواع گزینه‌ها با درنظرگیری کلیهٔ ملاحظات را پوشش می‌دهند. گرما به آخرین حد قابلیت بهره‌وری اش از طریق پخش آب یا جریان هوای هدایت شده انتقال می‌یابد. تقریباً همهٔ انواع پمپ‌های حرارتی برای مصارف مسکونی وتجاری تولید شده‌اند. پمپ‌های حرارتی مایع- به-هوا (آب-به-هوا) وجود دارند که به عنوان جایگزینِ هوای هدایت شده و سامانه‌های تهویهٔ هوای مرکزی کاربرد دارند. همچنین واریانس‌هایی هستند که برای سامانه‌های اسپلیت، سامانه‌های شتاب بالا و سامانه‌های فاقد کانال مورد استفاده می‌باشند. پمپ‌های حرارتی نمی‌توانند به حد میزان زیاد دمای مایع به یک کورهٔ سنتی برسند بنابراین نیازبه میزان بیشتری جریان هوا دارند. هنگام تعمیر اساسی یک اقامتگاه (منزل یا خوابگاه) میزان بهره‌وری کانال موجود ممکن است که نیاز به بزرگ نمایی ویا کاهش صدا از جریان هوای بالاتر داشته باشد.
پمپ‌های حرارتی مایع-به-آب (آب-به-آب) سامانه‌های هیدرولیکی هستند که از آب برای حمل و جابجایی گرمایش و سرمایش درساختمان‌ها استفاده می‌کنند. سامانه‌هایی نظیر گرمایش زیرزمینی، رادیاتورهای اِزاره (پاچین)، رادیاتورهای آهنین شکل سنتی، از یک پمپ حرارتی مایع-به-آب استفاده می‌کنند. این پمپ‌های حرارتی برای گرمایش استخر یا ازپیش گرم کردن آب برای مصارف خانگی بهترند. پمپ‌های حرارتی تنها می‌توانند آب را تا حدود ۵۰درجهٔ سانتی گراد به‌طور مؤثر گرم کنند درحالی که یک آبگرمکن (یا دیگ بخار) به‌طور نرمال بین۶۵ تا ۹۰ درجهٔ سانتی گراد هم می‌رسد، رادیاتورها برای این دمای هوای بالا طراحی واستفاده می‌شوند. پمپ‌های حرارتی منبع زمینی خصوصاً با گرمای زیرِزمین سازگاری خوبی دارند و سامانه‌های رادیاتور اِزاره نیز تنها به دمای هوای گرم ۴۰ درجه نیاز دارد تا به خوبی کارکند؛ بنابراین آن‌ها برای پلان‌های باز (بدون دیوار) ایدئال می‌باشند. با به‌کارگیری سطوح وسیع مانند تالار درمقایسه با رادیاتورها، گرما به‌طور یکنواخت تری انتشار می‌یابد. از لوله کشی زیر زمین سقف رادیاتورهای دیواری می‌توان به منظور سرمایش درآب و هوای گرم و خشک استفاده کرد. پمپ‌هایی حرارتی ای نیز وجود دارند که نقش تولید جریان هوای هدایت شده و آب در حال گردش هم به‌طور هم‌زمان وهم به‌طور جداگانه بر عهده دارند. این سامانه‌ها در سطح وسیعی در مورد خانه‌های ترکیبی که هم نیازبه تهویهٔ آب و هم تهویهٔ هوا دارند مورد استفاده قرار می‌گیرند

## ذخیره‌سازی گرمای فصلی
میزان بهره‌وری پمپ‌های حرارتی منبع زمینی تا حد زیادی به بهبود روند ذخیره‌سازی انرژی گرمایی فصلی و انتقال گرمای بینِ فصلی کمک می‌کند. از گرمای گرفته و ذخیره شده در بانک‌های حرارتی درفصل تابستان می‌توان درفصل زمستان استفاده کرد. از سامانه‌های زمینی-خورشیدی جهت گرم کردن و سرد کردن گلخانه‌ها با استفاده از یک سفرهٔ آب خیز برای ذخیرهٔ گرما استفاده می‌شود، بدین معنی که گلخانه با آب زمین خنک می‌شود. این امر موجب گرم کردن آب درسفرهٔ آب خیز که یک منبع حرارتی برای گرمایش در زمستان است، می‌شود. ترکیبات ذخیرهٔ سرد و گرم با پمپ‌های حرارتی با تعدیل آب یا رطوبت قابل ادغام است. این اصول و قواعد درراستای ایجاد گرمایش و سرمایش قابل تجدید درهمه نوع ساختمان مورد استفاده قرار می‌گیرد.

## بهره‌وری گرمایشی (قابلیت گرمازایی)
بهره‌وری گرمایشی خالصِ یک پمپ حرارتی می‌بایست با میزان بهره‌وری ایجاد نیروی الکتریسیته و میزان انتقال آن که حدود۳۰٪ می‌باشد مد نظرگرفته شود. از آنجا که پمپ حرارتی از ۳تا ۵ برابر انرژی حرارتی نسبت به انرژی الکتریکی مصرفیِ درجریان است، میزان کل انرژی خروجی خیلی بیشتر از درون داد الکتریکیِ آن است. این منجربه بهره‌وری گرمایشی خالص بالغ بر ۳۰۰٪ درمقایسه با گرمای الکتریکی که بهره‌وری آن ۱۰۰٪ است، خواهد شد. پمپ‌های حرارتی ژئوترمال می‌توانند مصرف انرژی را نیز کاهش دهند. وابستگی قابلیت گرمایشی خالص به تأسیسات زیربنایی الکتریکی مشکلاتی برای مصرف‌کنندگان به همراه دارند و قابل اجرا در نیروی هیدروالکتریکی نیستند؛ بنابراین عملکرد پمپ‌های حرارتی معمولاً به عنوان نسبت گرمایش برون داد یا انتقال گرما به درون داد الکتریکی نشان داده می‌شود. عملکرد سرمایشی معمولاً در واحدهای BTU/HR/WATT به عنوان نسبت کارایی انرژی (EER) نشان داده می‌شود. درحالی که عملکرد گرمایشی معمولاً به واحدهای فاقد اندازه به عنوان ضریب عملکرد (COP) ارائه داده می‌شوند. میزان بهره‌وری عملکرد تحت تأثیر همهٔ اجزاء یک سامانه نصب شده شامل وضعیت خاک، مبادله گر گرمای متصل به زمین، تجهیزات پمپ حرارتی و پراکندگی ساختمان می‌باشد. اما به میزان قابل توجهی با افزایش بین دمای هوای درون داد و دمای هوای برون داد قابل تعیین است.
به منظور مقایسهٔ تجهیزات پمپ‌های حرارتی با یکدیگر، به‌طور مستقل از دیگر اجزای سامانه، تست‌های استاندارد بکارگرفته می‌شوند. شاخص ARI با درجه‌بندی ۳۳۰ برای پمپ‌های منبع زمینی با سامانه حلقوی بسته درنظرگرفته شده و فرض بر این است که دمای آب حلقهٔ دوم ۷۷ درجهٔ فارنهایت (۲۵درجهٔ سانتی گراد) برای تهویهٔ هوا و۳۲درجهٔ فارنهایت (صفر درجهٔ سانتی گراد) برای گرمایش باشد. این دمای هوا برای نصب سامانه‌ها در شمال ایالات متحدهٔ آمریکا مرسوم و رایج است. شاخص ۳۲۵ ARI برای پمپ‌های حرارتی منبع زمینی با سامانه حلقوی باز در نظر گرفته شده و شامل دو ردیف از درجه‌بندی دمای آب زمینی ۵۰ درجهٔ فانهایت (۱۰درجهٔ سانتی گراد) و۷۰درجهٔ فارنهایت (۲۱درجهٔ سانتی گراد) می‌باشد. هیچ‌کدام از این استاندارها نوسانات فصلی را در نظر نگرفته‌اند. ۸۷۰ ARI برای پمپ‌های حرارتی منبع زمینی مبادلهٔ مستقیم در نظر گرفته می‌شوند. استاندارد ISO رتبه‌بندی جدیدی را مطرح می‌کند زیرا دیگر بودجه‌ای برای نیروی الکتریسیته در مورد پمپ‌های آبی درنظرگرفته نخواهد شد. کمپرسورهای کارآمد مؤثر، کمپرسورهای با سرعت متغیر و مبادله گرهای حرارتی وسیع تر، همگی به میزان بهره‌وری و تأثیر پمپ حرارتی کمک می‌کنند. پمپ‌های حرارتی منبع زمینی مسکونی دربازار تجاری امروزه دارای شاخص COP از ۲۵/ تا۵/۲ و شاخص EER از۳/ تا ۶/۱ می‌باشند. جهت برخورداری ودست یابی به برچسب ستارهٔ انرژی، پمپ‌های حرارتی می‌بایست مینیمم‌های معینی از شاخص‌های COP وEER که بستگی به نوع مبادله گر حرارتی زمین دارند را تأمین کنند. برای سامانه‌های حلقوی بسته ۱–۱۳۲۵۶-ISO گرمایش COP می‌بایست ۳/۳ یا بیشتر باشد و برای سرمایش EER می‌بایست۱/۴ یا بیشتر باشد.
خاک بدون گرمای اضافه شده یا کسر شدهٔ مصنوعی و در عمق چندمتری یا بیشتر، دردمای هوای نسبتاً پایدار می‌ماند. این دمای هوا مساوی است با میانگین سالیانه دمای هوا در مکان انتخاب شده معمولاً بین ۷ تا۱۲ درجهٔ سانتی گراد (۵۴–۴۵) درجهٔ فارنهایت درعمق ۶متری (۲۰فوت) در شمال ایالات متحدهٔ آمریکا. به این دلیل که این دمای هوا پایدارتر از دمای هوای سراسر فصول می‌باشد، پمپ‌های حرارتی ژئوترمال با بهره‌وری بیشتری در طول دمای هوای بالا نسبت به وضعیت هوا و پمپ‌های حرارتی منبع هوایی عمل می‌کنند. استانداردهای ۲۴۰ و۲۲۰ ARI نسبت بهره‌وری انرژی فصلی(SEER) و فاکتورهای عملکرد فصلی گرمایشی (HSPF) به منظور درنظرگیری تأثیر تغییرات فصلی بر پمپ‌های حرارتی منبع هوایی را تعریف می‌کنند. این اعداد به‌طور نرمال قابل اجرا نیستند و نمی‌بایست با شاخص‌های درجه‌بندی پمپ حرارتی منبع زمینی مقایسه شوند

## تأثیرات محیطی
آژانس حفاظت محیط ایالات متحدهٔ آمریکا (EPA) پمپ‌های حرارتی منبع زمینی را کارآمدترین منبع انرژی ازلحاظ محیطی تمیز و سامانه‌های دردسترس تهویهٔ فضا باهزینهٔ مناسب می‌نامند. پمپ‌های حرارتی باعث کاهش قابل توجه میزان نشت انرژی خصوصاً درمکان‌های مورد استفاده هم برای سرمایش وهم برای گرمایش ونیز در جایی که نیروی الکتریسیته از منابع قابل تجدید تولید می‌شود خواهند شد. ذخیرهٔ الکتریسیته پمپ‌های حرارتی منبع زمینی شامل ترکیباتی با میزان بالای گاز گلخانه‌ای می‌شود؛ بنابراین تأثیر محیطی آنان بستگی به ویژگی‌های ذخیرهٔ نیروی الکتریسیته و جایگزین‌های قابل دسترس دارد.
کشور الکتریسیته CO۲ ذخیره جی اچ جی نسبت به
شدت انتشارات
گاز طبیعی گرمایش نفتی گرمایش برقی
کانادا ۲۲۳ ton/GWh[۳۰][۳۱][۳۲]
۲٫۷ ton/yr 5.3 ton/yr 3.4 ton/yr
روسیه ۳۵۱ ton/GWh[۳۰][۳۱]
۱٫۸ ton/yr 4.4 ton/yr 5.4 ton/yr
ایالات متحده ۶۷۶ ton/GWh[۳۱]
-۰٫۵ ton/yr 2.2 ton/yr 10.3 ton/yr
چین ۸۳۹ ton/GWh[۳۰][۳۱]
-۱٫۶ ton/yr 1.0 ton/yr 12.8 ton/yr
ذخیره‌های انتشارات جی اچ جیGHG از یک پمپ حرارتی دریک کوره (دستگاه گرمازایی) ی سنتی بنابر فرمول زیر قابل محاسبه‌است:
HL: بار گرمایش فصلی؛ GJ/vr ۸۰ برای یک خانهٔ دورباز مدرن در شمال ایالات متحده
FI: شدت انتشارات سوخت= kg(CO2)/GJ ۵۰ برای گاز طبیعی، ۷۳ برای گرمایش نفتی، ۰ صفر برای ۱۰۰٪ انرژی قابل تجدید نظیر باد، هیدروالکتریک (برقاب)، فتوولتائیک (نیروزای نوری) یا گرمای خورشیدی
AFUE: بازده کوره؛ ۹۵٪ برای یک کورهٔ مدرن فشرده (چگالیده)
COP: ضریب عملکرد پمپ حرارتی؛ ۲/۳ از لحاظ فصلی تطبیق یافته برای پمپ ی حرارتی در نواحی شمالی ایالات متحده
EC: شدت انتشارات الکتریسیته؛ton(CO2)/GWh ۸۰۰–۲۰۰ بر بنابر ناحیه
پمپ‌های حرارتی منبع زمینی همیشه گازهای گلخانه‌ای کمتری نسبت به دستگاه‌های تهویهٔ هوا، کوره‌های نفت و گرمایش الکتریکی تولید می‌کنند، اما کوره‌های گاز طبیعی بسته به میزان چگالی گاز گلخانه‌ای درذخیرهٔ نیروی الکتریسیته (برق) محلی ارزان‌تر هستند. در کشورهایی نظیر کانادا و روسیه با میزان کم پخش الکتریسیته در تأسیسات زیربنایی، یک پمپ حرارتی در منطقهٔ مسکونی ممکن است که ۵ تون دی‌اکسید کربن درهرسال نسبت به یک کورهٔ نفت، ذخیره کند. اما در شهرهایی مثل پیتزبورگ که به میزان زیادی وابسته به زغال سنگ برای تولید الکتریسیته هستند، پمپ ی حرارتی ممکن است منجر به انتشار دی‌اکسید کربن به میزان ۱یا۲ تون بیشتر از کورهٔ نفت طبیعی باشد. مایعی که در حلقه‌های بسته استفاده می‌شود ممکن است طوری طراحی شود که قابل تجزیه و غیر سمی باشد. اما دستگاه خنک‌کنندهٔ مورد استفاده در پمپ حرارتی در مبادلهٔ مستقیم با حلقه‌ها، کلرودی‌فلورومتان می‌باشد که مادهٔ تحلیل برندهٔ لایهٔ ازن می‌باشد. لازم است که سامانه‌های حلقوی باز از طریق تزریق دوبارهٔ آب مصرف شده تعدیل شوند. این از اتمام سفره‌های آب خیز و آلودگی خاک یا سطح آب با نمک یا دیگر ترکیبات موجود در زیرِ زمین جلوگیری به عمل می‌آورد. پیش از حفاری زیرِ زمین ابتدا می‌بایست به زمین‌شناسی محل پی برد.

## اقتصاد و هزینه‌ها
پمپ‌های حرارتی منبع زمینی هزینه‌های سرمایه‌گذاری زیاد اما عملیاتی کمی در مقایسه با سامانه‌های HVAC دربردارند. سودمندی اقتصادی آن‌ها بستگی به هزینه‌های نسبی سوخت و نیروی الکتریسیته که تا حدود زیادی در طول زمان و در کل جهان متغیرند، دارد. گاز طبیعی تنها سوخت با هزینه‌های عملیاتی ارزان است و تنها در تعداد کمی از کشورها استثنائاً ارزان هستند و می‌توان گفت که پمپ‌های حرارتی منبع زمینی جدید هزینه‌های عملیاتی پایین‌تری نسبت به دیگر منابع گرمایش سنتی در جهان دارند. هزینه‌های سرمایه‌گذاری و مدت عمر سامانه اخیراً کمتر مورد مطالعه و پژوهش قرارگرفته‌است. جدیدترین دادهٔ اطلاعاتی از یک آنالیز در سال۲۰۱۲–۲۰۱۱، پرداخت‌ها در
ایالت مریلند میانگین هزینه سامانه‌های مسکونی ۹۰/۱ دلار به‌ازای هر وات یا حدود ۲۶٬۷۰۰ دلار برای سامانه خانگی است. بنابر یک پژوهش قدیمی تر هزینهٔ نصب کلی برای یک سامانه با KW۱۰ (۳تون) ظرفیت حرارتی برای یک منطقهٔ مسکونی روستایی در ایالات متحدهٔ آمریکا با میانگین ۸۰۰۰–۹۰۰۰ دلار در سال ۱۹۹۵ می‌باشد. هزینه‌های سرمایه‌گذاری یا کمک‌های دولتی ممکن است تعدیل شوند. برخی شرکت‌های الکتریکی شاخص‌های خاصی را به مشتریانی که یک پمپ حرارتی منبع زمینی جهت سرمایش یا گرمایش ساختمان‌هایشان نصب کنند پیشنهاد می‌کنند. در مکان‌هایی که دستگاه‌های الکتریکی با رده‌های بزرگتری در طول ماه‌های تابستان دارند و ظرفیت بلا استفاده و یا بدردنخور در زمستان، این عامل فروش الکتریکی را افزایش می‌دهد. به دلایل مشابه نیز، دیگر شرکت‌های تجهیزاتی آغاز به پرداختن به نصب پمپ‌های حرارتی منبع زمینی در مناطق مسکونی برای مشتریانش کرده‌است. آن‌ها سامانه‌ها را به مشتریان به‌طور ماهیانه در ازای پرداخت پول اجاره می‌دهند. طول عمر سامانه طولانی‌تر از سامانه‌های گرمایش و سرمایش سنتی است. اطلاعات مفید بر طول عمر سامانه دیگر دردسترس نمی‌باشد زیرا این فناوری جدید است، اما خیلی از سامانه‌های اولیه هنوز امروزه پس از ۲۵ تا ۳۰ سال کاربردی هستند. سرمایه‌گذاری بیشتر بالای نفت و گاز قراردادی، گاز پروپان یا سامانه‌های الکتریکی احتمالاً به ذخیرهٔ انرژی در۲ تا۱۰ سال برای سامانه‌های مسکونی در ایالات متحدهٔ آمریکا برمی گردند. در مقایسه با سامانه‌های گاز طبیعی، دورهٔ بازپرداخت نیز می‌تواند طولانی‌تر باشد. دورهٔ بازپرداخت برای سامانه‌های تجاری بزرگتر در ایالات متحدهٔ آمریکا ۱ تا۵ سال حتی در مقایسه با گاز طبیعی می‌باشد. علاوه براین، به این دلیل که پمپ‌های حرارتی زمین‌گرمایی معمولاً کمپرسور بیرونی ندارند، ریسک تخریب نیز کاهش می‌یابد یا از بین می‌رود که این به‌طور بالقوه طول عمر یک سامانه را افزایش می‌دهد. پمپ‌های حرارتی منبع زمینی به عنوان یکی از کارآمدترین و مؤثرترین سامانه‌های سرمایشی و گرمایشی در بازار تجاری شناخته می‌شوند. آن‌ها معمولاً مؤثرترین راه حل در آب و هوای سخت، علی‌رغم کاهش میزان بهره‌وری حرارتی مربوط به دمای هوای زمین می‌باشند. دولت‌هایی که انرژی قابل تجدید را ارتقاء می‌بخشند احتمالاً دلایلی را به مشتریانشان (مسکونی) و یا به بازارهای صنعتی ارائه می‌دهند. برای مثال، در ایالات متحدهٔ آمریکا این دلایل هم در ایالت و هم در سطح فدرال و حکومتی به مشتریان پیشنهاد شده‌اند. در انگلستان نیز دلایل گرمایشی قابل تجدید انگیزهٔ مالی را به منظور ایجاد گرمای قابل تجدید به‌دست می‌دهند.

## نصب
بخاطر دانش فنی و تجهیزات مورد نیاز جهت طراحی و اندازه‌گیری سامانه به‌طور صحیح (و نصب لوله اگر که نیازمند ترکیب حرارتی باشد)، نصب یک سامانه (GSHP) به سرویس دهی حرفه‌ای نیاز دارد. چندین نصاب دیدگاه‌های هم‌زمان را از عملکرد سامانه در اشتراکی آنلاین در نصب‌های مسکونی اخیر منتشر کرده‌اند. انجمن بین‌المللی پمپ حرارتی منبع زمینی (IGSHPA)، سازمان مبادلهٔ ژئوترمال (GEO)، اتحادیهٔ مبادلهٔ کانادایی و انجمن پمپ یپ حرارتی منبع زمینی فهرستی را از نصاب‌های واجد شرایط در ایالات متحدهٔ آمریکا، کانادا و انگلستان ارائه می‌دهند.